# Columban von Wieland
Columban von Wieland, OSB (* 1735 in Graz; † 15. April 1787 in Admont), war ein salzburgischer römisch-katholischer Geistlicher und von 1779 bis 1787 Abt der Benediktinerabtei St. Blasius zu Admont.

## Leben und Wirken
Nach Absolvierung seiner Studienjahre an den Stiftsgymnasien in Admont und Kremsmünster trat Kolumban von Wieland 1754 in den Admonter Konvent ein und wurde nach seiner Priesterweihe zunächst Kaplan in der Pfarrkirche Wildalpen. Gleichzeitig war er als Lehrer sowie Hofmeister und Kämmerer im Stift Admont tätig. Am 9. August 1779 wurde Kolumban von Wieland zum Abt gewählt und anschließend am 19. September durch Erzbischof Hieronymus von Colloredo im Salzburger Dom konsekriert.
Während des Abbatiats Wielands ergab sich die Existenzbedrohung des Stifts Admont durch die 1782 von Josef II. verfügte Aufhebung der Klöster und die Überweisung ihrer Besitzungen an den Religionsfonds, die für Admont nur durch  die Intervention des Staatsrats sowie des Salzburger Erzbischofs  Hieronymus von Colloredo verhindert wurde. Im Zusammenhang mit der 1786 erfolgten Gründung des Bistums Leoben unter Alexander Franz Joseph von Engel wurde hingegen das Admonter Stiftsgymnasium nach Leoben verlegt, wo es bis zum Jahre 1808 bestand.
Als eine Forderung der josephinischen Reformen wurde das Pfarr- und Schulwesen unter Abt Columban neugeordnet. Die Pfarren von Öblarn, St. Martin, Traboch, Maria Altötting in Winklern, St. Jakob in den Windischbüheln und St. Georgen an der Pösnitz wurden neugegründet, die extern betreuten Pfarrkirchen von Hall und Weng erhielten eigene Pfarrstellen, die Pfarrkirchen von Wald am Schoberpass, St. Georg in Kraubath und Hohentauern erfuhren Ausbauten, in Ardning und  Hohentauern entstanden ein Pfarr- und Schulhaus. Aufgrund des Toleranzpatents von 1781 wurden zudem in Schladming, Ramsau und Wald am Schoberpass evangelische Kirchengemeinden gegründet. Nicht weitergeführt werden konnte hingegen der von seinen beiden Vorgängern Antonius von Mainersberg und Matthäus Offner betriebene Ausbau des Admonter Stifts, so dass der Nordtrakt unvollendet blieb und der Osttrakt bis heute die Anschlussspuren des nicht mehr verwirklichten Mitteltrakts zeigt. In der Admonter Stiftskirche ließ Abt Columban durch Franz Xaver Krismann 1784 eine neue Hauptorgel mit 44 Registern, verteilt auf drei Manualen und Pedal, erbauen.
Columban von Wieland verstarb am 15. April 1787 an der Gelbsucht. Da aufgrund der neuerlassenen josephinischen Gesetze eine Bestattung in Kirchen nicht mehr zulässig war, wurde der auf dem Friedhof der Amanduskirche beigesetzt, wo eine (nicht mehr bestehende) Kapelle mit einem Gedenkstein über seinem Grab errichtet wurde. Das Wappen Columban von Wielands zeigt im gevierteten Schild jeweils, mit Bezug auf seinen Ordensnamen, eine Friedenstaube (Columba) mit einem Ölzweig im Schnabel auf einem Berg und einen Eber sowie im Herzschild – wie schon sein Vorgänger Matthäus Offner – einen Mann, einen Granatapfel als Symbol des Priesterstandes haltend.